# Albano Vercellese
Albano Vercellese (piemontesisch Alban) ist eine Gemeinde in der italienischen Provinz Vercelli (VC) der Region Piemont.

## Lage und Einwohner
Die Gemeinde Albano Vercellese liegt 14 km nördlich von der Provinzhauptstadt Vercelli auf einer Höhe von 151 m über dem Meeresspiegel. Das Gemeindegebiet umfasst eine Fläche von 13 km² und hat 312 Einwohner (Stand 31. Dezember 2023). Auf dem Gebiet der Gemeinde liegt der Naturpark Parco naturale delle Lame del Sesia.
Die Nachbargemeinden sind Collobiano, Greggio, Oldenico, San Nazzaro Sesia und Villarboit.

### Verkehrsanbindung
Die Gemeinde hat eine sehr gute Anbindung an das italienische Autobahnnetz. Zur Auffahrt der Autostrada A4, bei Greggio, sind es nur 5 km. Das Autobahnkreuz mit der Autostrada A26 ist rund 6 km weiter östlich. Mit dem nächsten Bahnhof in Vercelli hat die Gemeinde Anschluss an die Bahnstrecken Turin-Mailand, Vercelli-Pavia und Vercelli-Valenza. In Vercelli hat es auch einen kleinen Flugplatz für die Allgemeine Luftfahrt. Die nächstgelegenen Verkehrsflughäfen sind Turin und Mailand-Malpensa.

## Geschichte
Zwischen 1879 und 1933 hatte Albano Vercellese eine Haltestelle an der 47,9 km langen Straßenbahnlinie von Vercelli nach Aranco, einem Ortsteil von Borgosesia.